# William Sears
William Sears (født 9 december 1939) er en amerikansk børnelæge og forfatter til mere end 30 bøger om børn og forældreskab. Han er ofte gæst i amerikanske talkshows, hvor han kaldes Dr. Bill, ofte i samarbejde med Dr. Phil.
Sammen med hans hustru Martha Sears – med hvem han har otte børn – er han en af hovedkræfterne i den filosofi omkring forældreskab, der på engelsk går under navnet attachment parenting, på dansk I favn.

## Udvalgt biografi
- The Baby Book (1993)
- The Discipline Book (1995)
- The Attachment Parenting Book (2001)
- The Successful Child: What Parents Can Do to Help Kids Turn Out Well (2002)
- The Healthiest Kid In The Neighborhood (2006)
- The Pregnancy Book
- The Birth Book
- Parenting the Fussy Baby
- The A.D.D. Book
- The Breastfeeding Book
- The Family Nutrition Book

## Eksterne links
- Ugentlige spørgsmål og svar om forældreskab Arkiveret 30. december 2007 hos  Wayback Machine
- Dr. Sears hjemmeside
- Dr. Phill show